# بلوک شهری

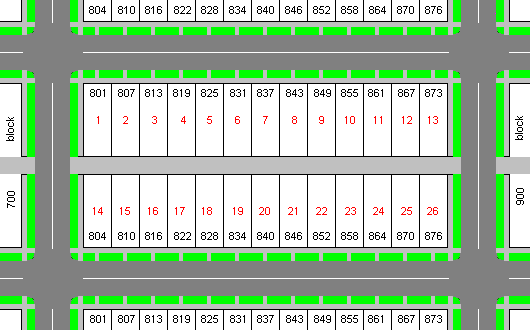
یک بلوک شهری

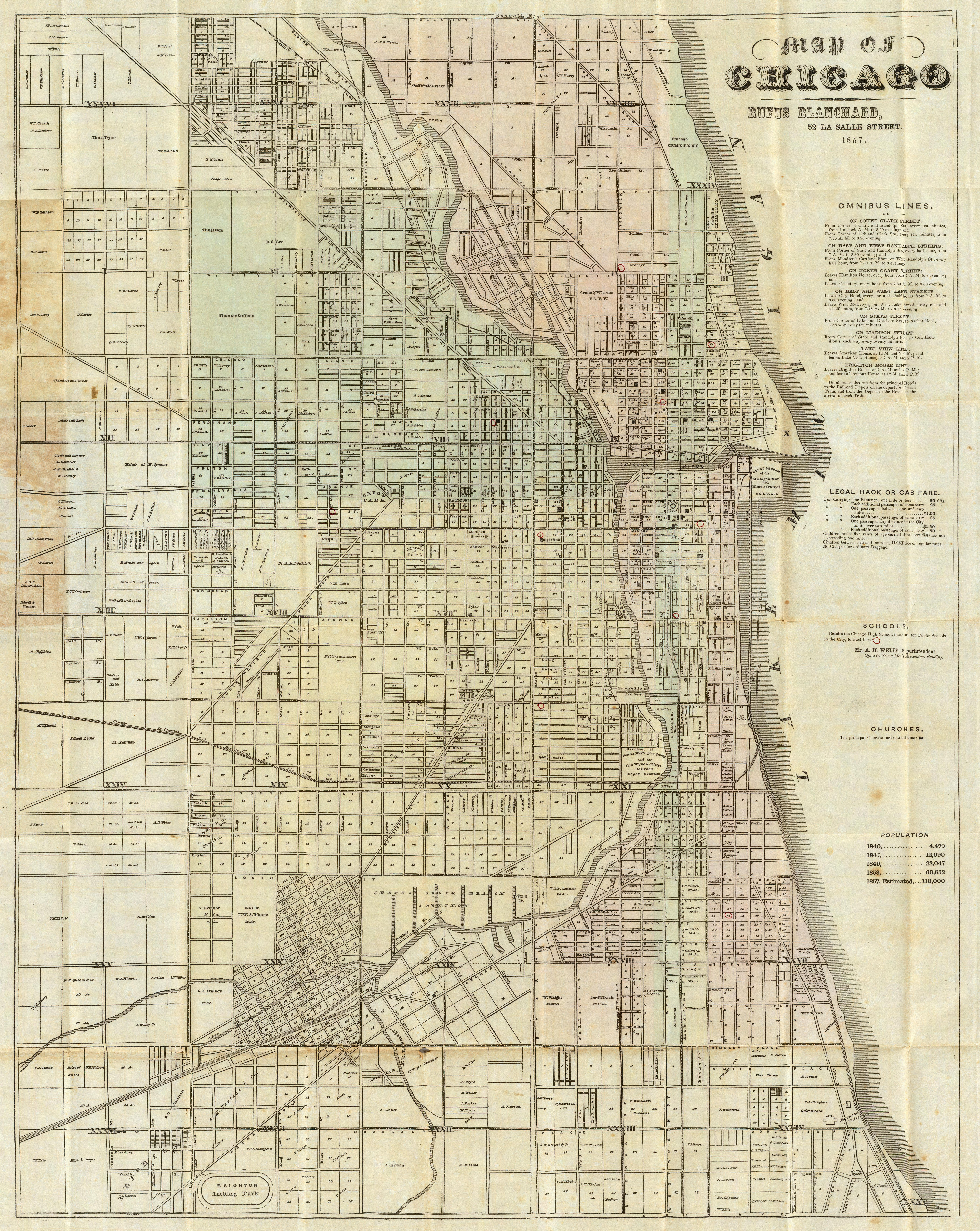
نقشه شهر شیکاگو در سال 1857.

بلوک شهری (به انگلیسی: City block)  یا به اختصار بلوک به اجزای طراحی شهری و برنامه‌ریزی شهری گفته می‌شود که کوچکترین جز شهر محسوب می‌شود که توسط خیابان‌های اطراف محصور شده‌باشد.
بلوک‌های شهری فضایی است که توسط ساختمان‌های شهر ایجاد شده‌است و ابتدایی‌ترین واحد بافت شهری محسوب می‌گردد یک بلوک شهری می‌تواند مجموعه‌ای از یک یا تعدادی زمین یا ساختمان با مالکیت‌های مستقل باشد.
بلوک شهری معمولاً جدارهٔ شهری یا فضای عمومی را تشکیل می‌دهد بسیاری از شهرها ترکیبی از تعداد متنوع با اندازه‌ها و کیفیت‌های متفاوتی از بلوک‌های شهری هستند به عنوان مثال بلوک‌های شهری دوران قبل از صنعتی شدن شهرها به صورت بی شکل هستند ولی شهرهای جدید یا مناطق شهری جدید که بر پایه شبکه‌های خیابانی موازی یا متقاطع ساخته شده‌اند بلوک‌های هم‌شکل و هم‌اندازه دارند.